# Poupa Ganha
Poupa Ganha (Poupa Ganha Administradora de Sorteios Eletrônicos Ltda.) foi uma empresa de sorteios e um programa de televisão brasileiro, no formato de sorteio dominical (Telebingo), era produzido e gerado nos estúdios da TV Meio Norte em Teresina, era exibido por outras emissoras nos estados em que atuava em formato de produção indepedente, fundado em 1995 no Estado do Piauí pelo Grupo Meio Norte. A partir de 1996, se expandiu nacionalmente, chegando a atuar em 15 Estados. Em 1999, foi firmada parceria com o COB (Comitê Olímpico Brasileiro), para arrecadação de fundos aos Jogos Olímpicos de Sydney em 2000. Encerrou suas atividades no mesmo ano, após não se adequar as mudanças feitas pela Caixa Econômica Federal para o controle dos bingos eletrônicos.

## Criação
O produto Poupa Ganha foi criado em maio de 1995 pelo empresário Paulo Guimarães, mantenedor do Grupo Meio Norte de Comunicação, atuante atualmente nos estados do Piauí, Maranhão, Ceará e Tocantins, com emissoras de TV e rádio, jornal impresso e internet, concessionária de veículos, shoppings e produtora de eventos, e por Sílvio Leite, então diretor de marketing do conglomerado. Desde a sua fundação, o Poupa Ganha mostrava-se um produto confiável e transparente, com a presença de computadores e auditores fiscais para acompanhar a lisura dos sorteios e apresentado aos domingos por emissoras de TV e rádio parceiras, com a presença livre do público.
A realização de sorteios como o Poupa Ganha era autorizada pelas Secretarias de Fazenda dos estados atuantes, do Instituto Nacional de Desenvolvimento do Desporto (Indesp) e amparada pela Lei Pelé (Lei Federal nº 9.615/98), que autorizava clubes, federações e confederações a utilizarem o Telebingo como forma de angariar recursos, contribuindo no esporte brasileiro, na proporção de 7% do faturamento bruto das vendas de cartelas.
Geralmente com cartelas nos valores de R$ 6,00 ou R$ 10,00, as pessoas o adquiriam para concorrer a milhares de prêmios, como: casas, apartamentos, chácaras, automóveis nacionais e importados, motos, caminhões e afins nos prêmios principais, e até eletrodomésticos e rádio-relógios nos chamados “Prêmios por aproximação”. Segundo a empresa na época, até meados do ano 2000, eles entregaram aos ganhadores mais de 500 milhões de reais em prêmios nos 15 estados de atuação. Além da entrega desses prêmios, gerou milhares de empregos diretos e indiretos com a venda das cartelas semanalmente, como vendedores autorizados ou como PDV (Pontos de Venda).

## Expansão e parcerias
Com sorteios de prêmios ao vivo, foi tão grande o sucesso que se expandiu para outros estados a partir de 1996, cada um com sua particularidade local e sua própria premiação, mas sempre mantendo sua identidade. Na região Nordeste, além do Piauí, esteve presente em Alagoas, Bahia, Ceará, Maranhão, Paraíba, Pernambuco, Rio Grande do Norte e Sergipe. Ultrapassou fronteiras e chegou as outras regiões em pouco tempo, abraçando quase todo o território nacional. Na região Norte, esteve no Pará. No centro-oeste, atuou em Goiás, Mato Grosso e Mato Grosso do Sul. Já no sudeste, dois produtos atuaram em Minas Gerais, um para o Triângulo Mineiro (Uberlândia e região) e outro para o restante do estado (partindo da capital, Belo Horizonte). 
Em outubro de 1999, o empreendimento firmou parceria com o COB (Comitê Olímpico Brasileiro), para quem destinou quase 10 milhões de reais para o patrocínio dos atletas brasileiros nos Jogos Olímpicos de Sydney em 2000, além de vários projetos sociais, culturais e esportivos. Para isso, direcionou os 7% da sua arrecadação para que o COB pudesse desenvolver essas atividades. Junto dessa parceria, foi anunciado mais uma empresa do Poupa Ganha em São Paulo, batendo todas as expectativas da empresa, sorteando mais de 1.500 prêmios por extração e em todas as regiões do maior estado da federação entre o final de 1999 e o ano de 2000.

## Regiões de atuação
Nordeste
- Piauí
- Ceará
- Pernambuco
- Bahia
- Alagoas
- Sergipe
- Paraíba
- Rio Grande do Norte
- Maranhão

Centro-Oeste
- Mato Grosso
- Mato Grosso do Sul
- Goiás

Sudeste
- Minas Gerais
- Triângulo Mineiro

- São Paulo

Norte
- Pará

## Concorrência e atritos
Em alguns estados, foi gerada uma concorrência entre o Poupa Ganha e os sorteios regionais, como os produtos normatizados por Loterias Estaduais devidamente condicionadas á lei, a exemplo do Totolec da LOTECE (Loteria Estadual do Ceará), já que os dois produtos entraram em comercialização em 1996. E a nível nacional também ocorreu o mesmo fato. A expansão estrondosa no decorrer dos anos provocou sérias divergências entre a TV Meio Norte e o SBT (Sistema Brasileiro de Televisão), na qual era afiliada no Piauí, pois foi criada concorrência com a Tele Sena, título de capitalização da emissora paulista administrada por Silvio Santos. Este fator, aliado a desobediência de seguir com a programação na íntegra do SBT, acabaram que rescindiram o contrato com a mesma no final de 1999, depois de 14 anos de parceria, e se afilia com a Rede Bandeirantes em 9 de janeiro de 2000. 

## Encerramento
Em 25 de setembro de 2000, o empresário Paulo Guimarães anunciou a suspensão temporária das atividades da empresa, encerrando-o definitivamente em seguida. A alegação seria de que não obteve autorização da Caixa Econômica Federal para continuação do sorteio dominical. A autorização era feita pelo próprio Indesp, mas com as denúncias de um esquema fraudulento no sistema de autorizações, forçou a queda do então ministro Rafael Greca da pasta do Esporte e Turismo e a transferência da atribuição para a CEF, tornando a fiscalização mais rígida. A mesma descobriu que a empresa não comprovou que os prêmios corresponderiam a 65% do total arrecadado com a venda de cartelas e selos, segundo a legislação. Ela poderia voltar a atuar com os sorteios normalmente, se seguissem as normas estabelecidas pelo órgão federal, mas, como não as seguiu e até recorreu para funcionar com a regra anterior, optaram por não continuar o funcionamento da empresa.